# Port lotniczy Sewastopol
Port lotniczy Sewastopol (ukr. Міжнародний аеропорт "Бельбек", ang. Sewastopol International Airport, kod IATA: UKS, kod ICAO: UKFB) – międzynarodowe lotnisko w Belbeku koło Sewastopola, na Ukrainie. Przed zajęciem Krymu przez Rosję w 2014 roku służył miastu Sewastopol i innym miastom Krymu. Po 2014 roku lotnisko jest zamknięte dla lotnictwa cywilnego.
28 lutego 2014 r. lotnisko zostało zajęte przez wojska rosyjskie i przyjęło rosyjskie samoloty wojskowe uczestniczące w aneksji półwyspu.